# Senile Bettflucht
Senile Bettflucht ist eine Scherzbezeichnung für eine Verschiebung des Schlaf-Wach-Rhythmus im Alter. Sie ist durch ein frühes Erwachen gekennzeichnet: Ältere Menschen, bei denen dieses Phänomen auftritt, erleben sich normalerweise jedoch trotz des frühen Aufwachens als ausgeruht. Zudem nimmt im höheren Lebensalter das individuelle Schlafbedürfnis des Menschen ab – ein Mittagsschlaf kann dabei den verkürzten Nachtschlaf ergänzen.